# دهستان بفروئیه
بفروئیه، دهستانی از توابع بخش بفروئیه شهرستان میبد در استان یزد ایران است.

## جمعیت
براساس سرشماری سال ۱۳۹۵ جمعیت آن ۳٬۱۹۷ نفر (۲٬۲۹۶ خانوار) بوده‌است.